# Vero-Zellen
Bei Vero-Zellen handelt es sich um eine etablierte kontinuierliche Zelllinie, die aus normalen Nierenzellen von Grünen Meerkatzen gewonnen wurde. „Vero“ selbst ist die Abkürzung aus zwei Wörtern des Esperanto („verda“ und „reno“), was übersetzt „grüne Niere“ bedeutet.
Sie haben eine fibroblastenähnliche Morphologie und werden typischerweise in DMEM (Dulbecco's Modified Eagle Medium) + 2 mM Glutamin + 10 % fetales Kälberserum kultiviert.
Vero-Zellen sind mit einer Reihe von Viren infizierbar z. B. Influenza-, Polio-, Röteln-, Alpha-, Reo- oder Tollwutviren.

## Beispiele

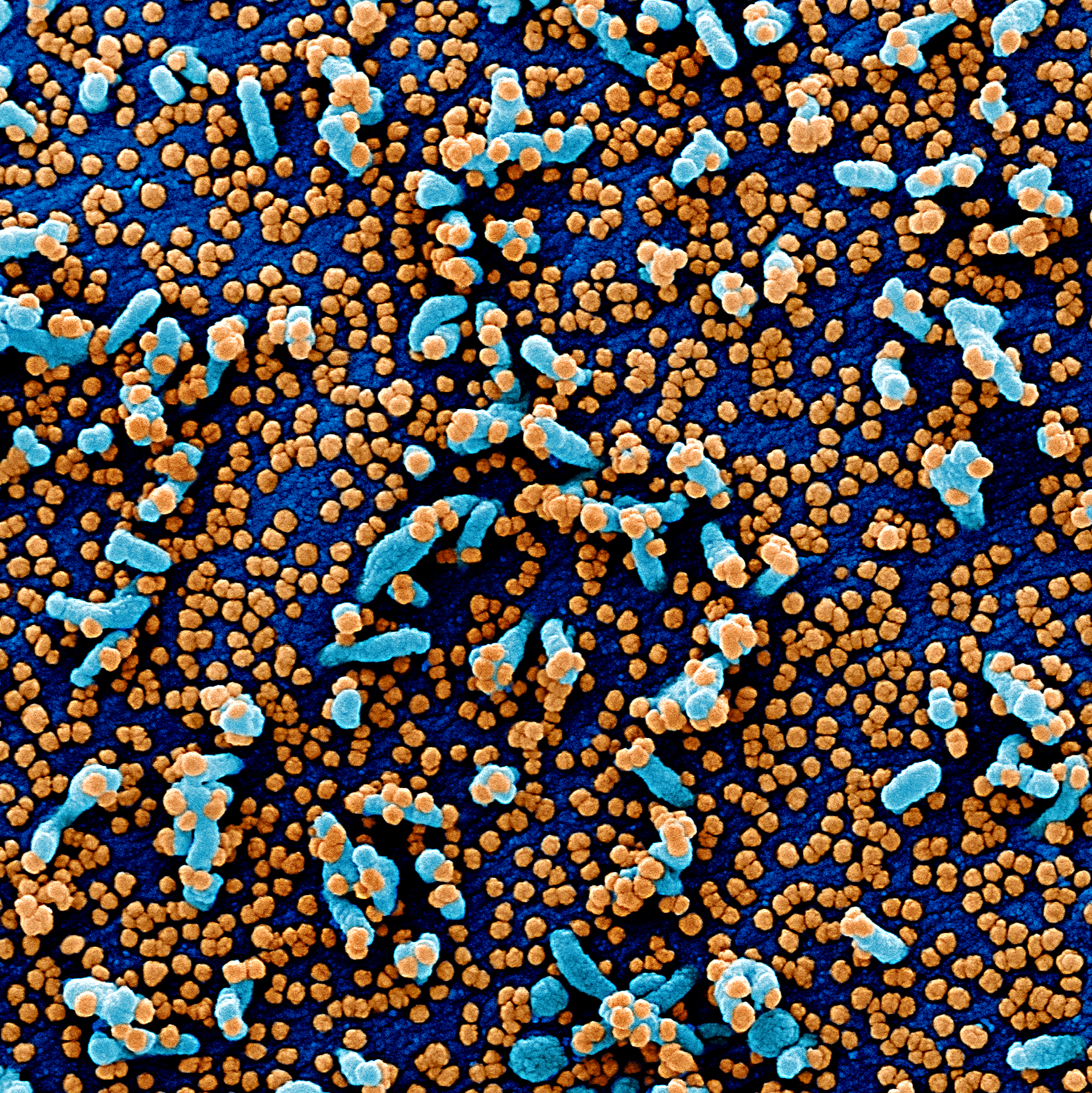
Oberfläche einer Vero E6 Zelle, die mit SARS-CoV-2 infiziert wurde (orangefarbene Partikel). Kolorierte Aufnahme eines Rasterelektronenmikroskops.

Als Beispiele seien hier folgende Subzelllinien bzw. Mutanten genannt:
- Vero 317: Von Vero 303 abgeleitete Zellen. Sie wachsen in glutaminfreiem Medium ohne FKS. Ihre Morphologie ist eher Epithelzellen ähnlich.
- Vero C1008: Zeigen leichte Kontaktinhibition und sind geeignet um langsam replizierende Viren zu vermehren. Epithelzellenähnlich.
- Vero/hSLAM: Besitzen einen Oberflächenrezeptor (hSLAM bzw. CDw150) der für die Aufnahme des Masernvirus in die Zelle erforderlich ist. Fibroblastenähnliche Morphologie.

## Verwendung
Vero-Zellen werden bei der Impfstoffherstellung von Rotaviren- (Beispiel Rotarix oder RotaTeq), mancher inaktivierter Polio-Impfstoffen (Beispiel Imovax Polio oder Hexyon) sowie beim inaktivierten Japanische-Enzephalitis-Impfstoff Ixiaro genutzt. Vero-Zellen sind aber keine Inhaltsstoffe jener oder anderer Impfstoffe. Sie werden nur zur Züchtung der jeweiligen Viren genutzt und sind damit nicht Bestandteil von Impfungen.